# (5911) 1989 WO7
(5911) 1989 WO7 es un asteroide perteneciente al cinturón de asteroides, región del sistema solar que se encuentra entre las órbitas de Marte y Júpiter, descubierto el 25 de noviembre de 1989 por Seiji Ueda y el astrónomo Hiroshi Kaneda desde el Kushiro Marsh Observatory, Hokkaido, Japón.

## Designación y nombre
Designado provisionalmente como 1989 WO7. 

## Características orbitales
1989 WO7 está situado a una distancia media del Sol de 2,252 ua, pudiendo alejarse hasta 2,456 ua y acercarse hasta 2,048 ua. Su excentricidad es 0,090 y la inclinación orbital 4,702 grados. Emplea 1234,61 días en completar una órbita alrededor del Sol.

## Características físicas
La magnitud absoluta de 1989 WO7 es 14. Tiene 3,767 km de diámetro y su albedo se estima en 0,343. 